# Teatro Politeama (Lissabon)

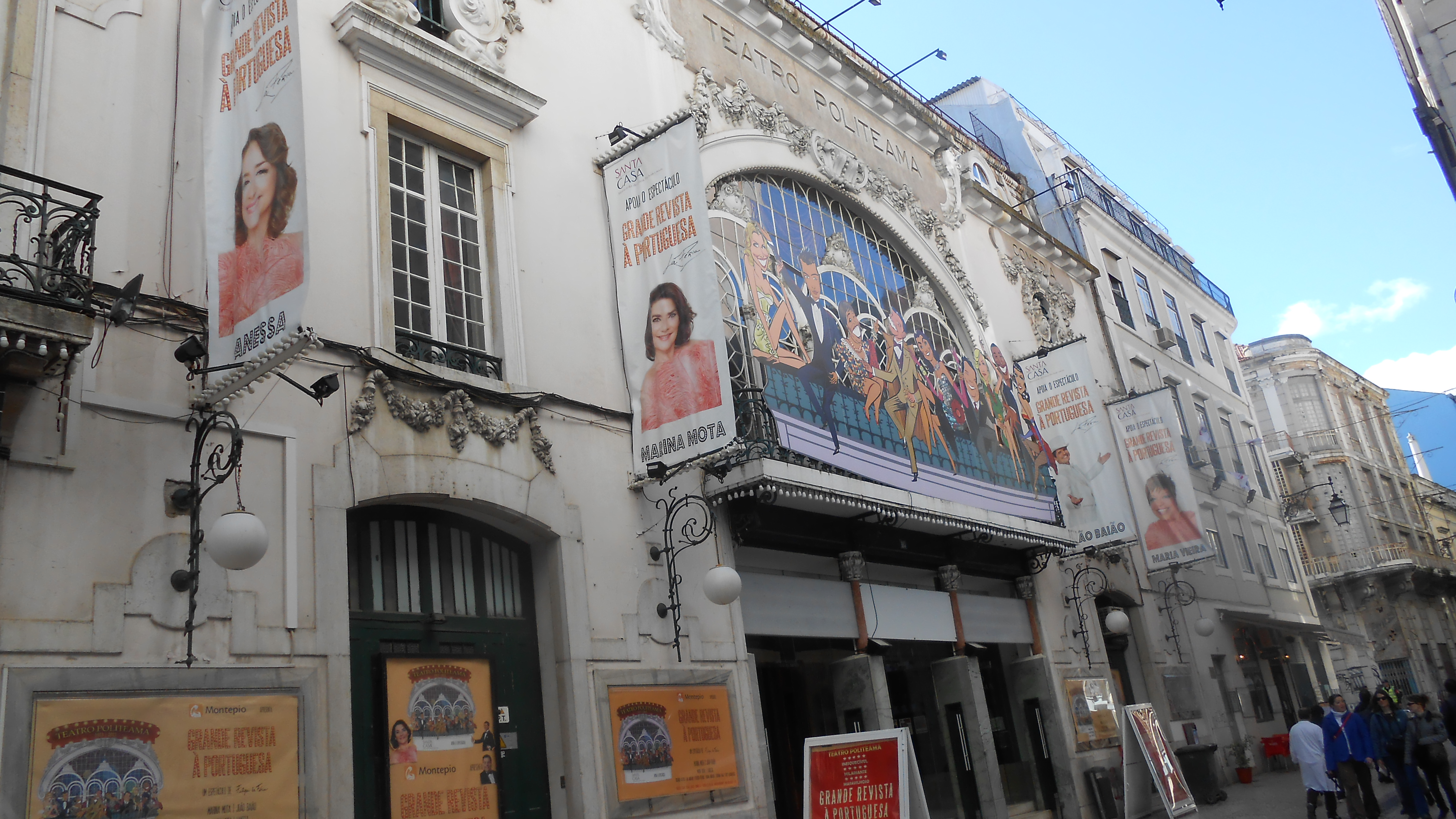
Das Teatro Politeama

Das Teatro Politeama ist ein in der Stadtgemeinde Santa Maria Maior (Lissabon) an der Rua das Portas de Santo Antão gelegenes Theater, das von Regisseur Filipe La Féria geleitet wird. Es wurde nach einem Entwurf von Miguel Ventura Terra gebaut. Die Grundsteinlegung des Theaters fand am 12. Mai 1912 statt, die Eröffnung wurde am 6. Dezember 1913 mit der Operette Valsa de Amor (dt. Liebeswalzer) gefeiert.
Seit seinem Umbau 1991 und seiner Neueröffnung 1992 durch den bekannten Theaterregisseur Filipe La Féria ist das Politeama vor allem als Spielort populärer Musicals bekannt geworden. La Férias Musical Amália etwa, das sich der 1999 verstorbenen Sängerin Amália Rodrigues widmet, lief seit seiner Premiere im Jahr 2000 über sechs Jahre.